# Tcheka (cantor)
Tcheka (Manuel Lopes Andrade; nascido em Ribeira da Barca, Santiago, em 20 de julho de 1973) é um cantor, compositor e guitarrista cabo-verdiano, conhecido por seu trabalho de transpor o gênero musical tradicional batuque à guitarra eletro-acústica.

## Biografia
Tcheka cresceu em uma família musical. Aos 14 anos de idade, começou a tocar com o seu famoso pai violinista, o falecido Nhô Raúl Andrade, em festivais locais, casamentos e batismos. Quando Tcheka tinha 15 anos, começou a desenvolver seu estilo próprio, incorporando o gênero batuque a sua guitarra. Quando ainda era jovem, deixou sua casa na zona rural e foi morar na capital, Praia. Mais tarde se tornou cinegrafista para a televisão nacional, onde conheceu o jornalista Júlio Rodrigues, com quem compôs uma série de canções, e cantou informalmente nos bares da capital cabo-verdiana.
Tcheka expandiu seus horizontes musicais, o que o trouxe maturidade como artista e levou ao lançamento do seu primeiro CD em 2003 chamado Argui, pelo selo Lusafrica. Ele cantou em vários países na Europa e gravou um DVD ao vivo em 2004. Em 2005, Tcheka gravou seu segundo álbum chamado Nu Monda, que lhe rendeu várias críticas positivas e um prêmio para cantores internacionais da Radio France de Artista do Ano. Tcheka foi um dos cantores que se apresentaram no World Music Expo (WOMEX) em Sevilha, na Espanha. Em 2015 começou uma parceria com o guitarrista sul-africano Derek Gripper que levaram para o Festival Busara (Zanzibar), HIFA (Zimbábue) e Cape Town World Music Festival (África do Sul).

## Discografia

### Álbuns de estúdio
- Argui (2003)
- Nu Monda (2005)
- Lonji (2007)
- Dor De Mar (2011)
- Boka Kafé (2017)
- Spera Mundo (2025)